# Lillevattnet (Bro socken, Bohuslän)
Lillevattnet är en sjö i Lysekils kommun i Bohuslän och ingår i Örekilsälven-Strömsåns kustområde. Sjön är 6,2 meter djup, har en yta på 0,008 kvadratkilometer och är belägen 94 meter över havet.